# Ziezow
Ziezow ist ein bewohnter Gemeindeteil im Ortsteil Locktow der Gemeinde Planetal des Amtes Niemegk im Landkreis Potsdam-Mittelmark in Brandenburg.

## Geographie
Der Ort liegt acht Kilometer östlich von Bad Belzig und acht Kilometer nordnordöstlich von Niemegk. Die Nachbarorte sind Gömnigk und Linthe im Nordosten, Jeserig, Niederwerbig und Grabow im Südosten, Mörz und Preußnitz im Südwesten, Kuhlowitz im Westen sowie Lüsse und Neschholz im Nordwesten.

## Geschichte
Die erste schriftliche Erwähnung von Ziezow findet sich 1275. Im Jahr 1303 ist der Ort unter der Bezeichnung Zyzowe belegt. Ziezow zählte zum sächsischen Kurkreis, der 1807 in Wittenberger Kreis umbenannt wurde. Zum 1. April 1817 kam der Ort zum Kreis Zauch-Belzig im Regierungsbezirk Potsdam in der Provinz Brandenburg. 1874 wurde die Dorfkirche Ziezow erbaut, ein neoromanischer Sichtziegelbau. 1952 wurde Ziezow zu einem Teil des Kreises Belzig im Bezirk Potsdam.